# Função simétrica
A função simétrica em variáveis {\displaystyle n} ({\displaystyle x_{1},...,x_{n}}) é uma função que não é alterada por qualquer permutação de sua variável. Uma função simétrica das variáveis {\displaystyle n} é uma cujo valor em qualquer n-tuplo de argumentos é o mesmo que o seu valor a qualquer permutação de que o n-tuplo. Assim, se, por exemplo, {\displaystyle f(\mathbf {x} )=f(x_{1},x_{2},x_{3})}, a função pode ser simétrica em todas as suas variáveis, ou apenas em {\displaystyle (x_{1},x_{2})}, {\displaystyle (x_{2},x_{3})}, ou em {\displaystyle (x_{1},x_{3})}.

## Exemplos
- Considere a função real[4][5]

{\displaystyle f(x_{1},x_{2},x_{3})=(x-x_{1})(x-x_{2})(x-x_{3})}
Por definição, uma função simétrica com variáveis {\displaystyle n} tem a propriedade que
{\displaystyle f(x_{1},x_{2},...,x_{n})=f(x_{2},x_{1},...,x_{n})=f(x_{3},x_{1},...,x_{n},x_{n-1})} etc.
Em geral, a função é a mesma para qualquer permutação das suas variáveis. Isto significa que, neste caso,
{\displaystyle (x-x_{1})(x-x_{2})(x-x_{3})=(x-x_{2})(x-x_{1})(x-x_{3})=(x-x_{3})(x-x_{1})(x-x_{2})}
e assim sucessivamente, para todas as permutações de {\displaystyle x_{1},x_{2},x_{3}}
- Considere a função

{\displaystyle f(x,y)=x^{2}+y^{2}-r^{2}}
Se {\displaystyle x} e {\displaystyle y} são permutadas a função torna-se
{\displaystyle f(y,x)=y^{2}+x^{2}-r^{2}}
o que produz exatamente os mesmos resultados como o original {\displaystyle f(x,y)}.
- Considere-se agora a função

{\displaystyle f(x,y)=ax^{2}+by^{2}-r^{2}}::{\displaystyle f(y,x)=ay^{2}+bx^{2}-r^{2}.}
Se {\displaystyle x} e {\displaystyle y} são permutadas, a função torna-se
{\displaystyle f(y,x)=ay^{2}+bx^{2}-r^{2}.}
Esta função não é, obviamente, igual à original, se {\displaystyle 1=a}{\displaystyle \neq }{\displaystyle b}, o que faz com que ela seja não-simétrica.